# Трошкин, Павел Артемьевич
Павел Артемьевич Трошкин (1909, Симферополь — 19 октября 1944, Станислав) — советский фотокорреспондент газеты «Известия», участник Великой Отечественной войны, майор.

## Биография
Родился в 1909 году в Симферополе. Сын типографского рабочего.
Затем вся семья переехала в Москву, где после окончания школы Павел в 1925 году пришёл работать в типографию газеты «Известия». Через несколько лет начал работать в фотоотделе редакции. В 1936 году стал специальным фотокорреспондентом «Известий». 
Участвовал в боях на Халхин-Голе, советско-финской и Великой Отечественной войнах. Член ВКП(б)/КПСС. В Великой Отечественной войне принимал участие с первого дня войны. Снимал Смоленское оборонительное сражение, оборону Москвы, Сталинградскую и Курскую битвы, Крымскую наступательную операцию и освобождение Украины. Отличался личной храбростью, производя фотосъёмки с риском для жизни. Его фотографии нескольких десятков подбитой немецкой техники на Буйничском поле под Могилёвым, опубликованные 20 июля 1941 года в «Известиях», стали первыми масштабными фотосвидетельствами доблести советских воинов.

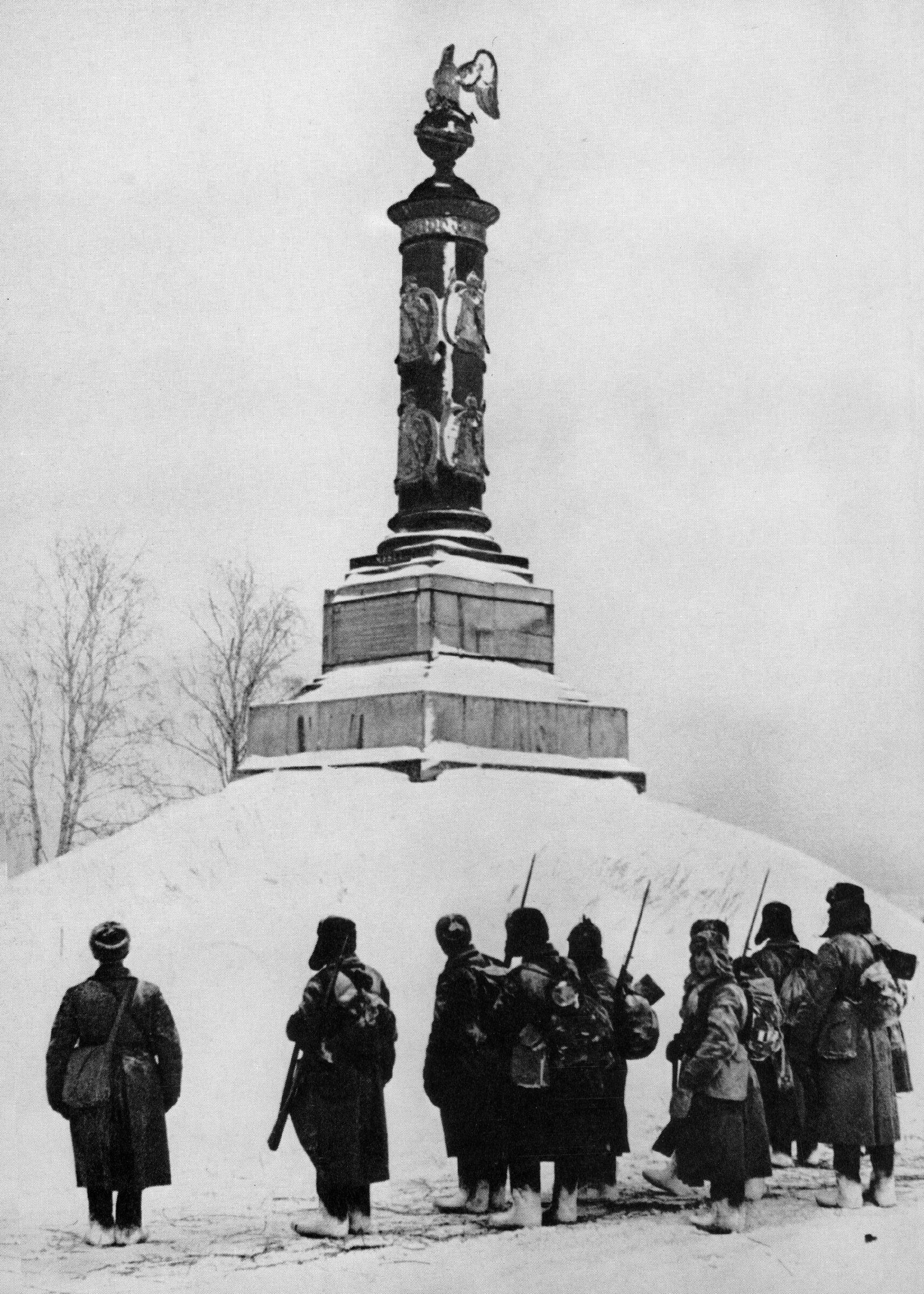
Одна из фотографий Трошкина П.В., декабрь 1941 года, Тарутино. Советские солдаты у памятника героям Отечественной войны 1812 года, в ходе московской оборонительной операции

Был награжден орденом Отечественной войны 1-й степени (22.09.1944), медалями «За отвагу» (1940), «За боевые заслуги» (20.09.1943) и «За оборону Сталинграда».
Погиб 19 октября 1944 года в бою с бандеровцами под городом Станиславом (ныне Ивано-Франковск, Украина).

## Память
- Имя Павла Трошкина носили пионерские отряды во Львове и Ивано-Франковске.[5]
- К 70-летию Победы советского народа в Великой Отечественной войне в Государственном музее обороны Москвы состоялась выставка «Фронтовые дороги Павла Трошкина».[6]